# Kypello Kyprou 2022-2023
La Kypello Kyprou 2022-2023 è stata l'81ª edizione della coppa nazionale cipriota, iniziata il 5 ottobre 2022 e terminata il 24 maggio 2023. L'Omonia ha conquistato il trofeo per la sedicesima volta nella sua storia.

## Primo turno
Il sorteggio è stato effettuato il 21 settembre 2022.
| 5 ottobre 2022     |             |                   |
| Othellos Athīainou | 1 – 3       | Doxa Katōkopias   |
| AEZ Zakakiou       | 0 – 3       | Pafos             |
| 6 ottobre 2022     |             |                   |
| AEL Limassol       | 1 – 0       | Ermīs Aradippou   |
| 11 ottobre 2022    |             |                   |
| Achyrōnas Onīsilos | 0 – 3       | APOEL             |
| 12 ottobre 2022    |             |                   |
| Nea Salamis        | 3 – 1 (dts) | Pegeia 2014       |
| EN Paralimni       | 4 – 1       | Olympias Lympion  |
| 19 ottobre 2022    |             |                   |
| Akritas Chlōrakas  | 1 – 0       | Omonia 29is Maiou |
| Karmiōtissa        | 3 – 2       | Ypsonas           |
| 26 ottobre 2022    |             |                   |
| PAEEK Kerynias     | 1 – 4       | Anorthōsis        |

## Secondo turno
Il sorteggio è stato effettuato il 26 ottobre 2022.
| 2 novembre 2022 |                 |                    |
| Xylotymbou      | 0 – 2           | Olympiakos Nicosia |
| 1 dicembre 2022 |                 |                    |
| Omonia          | 2 – 1           | Karmiōtissa        |
| 11 gennaio 2023 |                 |                    |
| AEL Limassol    | 0 – 0 (5-4 dtr) | Apollōn Limassol   |
| Nea Salamis     | 4 – 0           | AEK Larnaca        |
| 12 gennaio 2023 |                 |                    |
| Doxa Katōkopias | 5 – 1           | Ethnikos Achnas    |
| 17 gennaio 2023 |                 |                    |
| Pafos           | 3 – 1           | Akritas Chlōrakas  |
| 18 gennaio 2023 |                 |                    |
| APOEL           | 4 – 2           | Arīs Limassol      |
| 19 gennaio 2023 |                 |                    |
| Anorthōsis      | 0 – 0 (4-3 dtr) | EN Paralimni       |

## Quarti di finale
Le partite si sono giocate il 14, 15, 16, 28 febbraio, 1 e 2 marzo 2023.
| Squadra 1                  | Totale | Squadra 2   | Andata | Ritorno |
| -------------------------- | ------ | ----------- | ------ | ------- |
| febbraio 2023 / marzo 2023 |        |             |        |         |
| AEL Limassol               | 2 – 1  | Nea Salamis | 1 – 0  | 1 – 1   |
| Doxa Katōkopias            | 2 – 5  | Pafos       | 1 – 4  | 1 – 1   |
| febbraio 2023 / marzo 2023 |        |             |        |         |
| Omonia                     | 3 – 2  | APOEL       | 1 – 2  | 2 – 0   |
| Olympiakos Nicosia         | 3 – 2  | Anorthōsis  | 2 – 1  | 1 – 1   |

## Semifinali
Le partite si sono giocate il 5 e 6 mentre il ritorno il 26 aprile 2023.
| Squadra 1                        | Totale | Squadra 2    | Andata | Ritorno |
| -------------------------------- | ------ | ------------ | ------ | ------- |
| 5-6 aprile 2023 / 26 aprile 2023 |        |              |        |         |
| Olympiakos Nicosia               | 0 – 1  | AEL Limassol | 0 – 0  | 0 – 1   |
| Pafos                            | 2 – 4  | Omonia       | 1 – 1  | 1 – 3   |

## Finale
| Arbitro: | Szymon Marciniak |

|  |           |                |
|  | Marcatori | 85’ Ansarifard |